# Prevale
Prevale este o localitate din comuna Litija, Slovenia.